# داميان رايت
داميان رايت (25 يوليو 1975 في أستراليا - ) (بالإنجليزية: Damien Wright)‏ هو لاعب كريكت أسترالي ونيوزلندي. شارك مع منتخب اسكتلندا الوطني للكريكت. أما مع فريق رياضي، فقد لعب مع فريق تسمانيا للكريكت وفريق فكتوريا للكريكت ونادي مقاطعة ورسسترشاير للكريكيت ‏ ونادي مقاطعة غلاموركن للكريكت ‏ ونادي مقاطعة نورثامبتونشير للكريكت ‏ ونادي مقاطعة سومرست للكريكت ‏ ونادي مقاطعة ساسكس للكركيت ‏.

## وصلات خارجية
- داميان رايت على موقع إي آس بي آن كريك إنفو (الإنجليزية)